# Vidovec Krapinski
Vidovec Krapinski – wieś w Chorwacji, w żupanii krapińsko-zagorskiej, w mieście Krapina. W 2011 roku liczyła 215 mieszkańców.